# Thelenellaceae
Die Thelenellaceae stellen die einzige Familie der Ordnung der Thelenellales innerhalb der Schlauchpilze (Ascomycota). Sie sind Flechten.

## Merkmale
Alle Arten der Thelenellaceae besitzen einen krustenförmigen Thallus. Als Fruchtkörper werden Perithecien gebildet mit einem blassen, angeschmolzenen Involucrellum (verhärtete, schwärzliche Hülle des Flechtenperitheciums). Die Schläuche (Asci) sind keulig, dickwandig mit einem nicht anfärbbaren (inamyloiden) Hohlkörper (Tholus). Sie haben meist acht, manchmal auch zwei bis vier Sporen. Die Sporen selber sind durchscheinend, dünnwandig, quer septiert bis mauerförmig.

## Lebensweise und Verbreitung
Die Thelenellaceae sind Krustenflechten mit Grünalgen von Trebouxia und Verwandten als Algenpartner.

## Systematik und Taxonomie
Die Name Thelenellaceae wurde von Ove Erik Eriksson erstmals verwendet, 1987 wurde dann die Familie von Helmut Mayrhofer gültig erstbeschrieben. Die Ordnung der Thelenellales wurde 2018 von Thorsten Lumbsch und Steven D. Leavitt beschrieben.
Zur Familie gehören folgende drei Gattungen:
- Aspidothelium mit 17 Arten
- Chromatochlamys mit drei Arten
- Thelenella mit 30 Arten